# Минкизи
Минкизи (енгл. Minquiers; џерз. Mîntchièrs) су острвца из групе Каналских острва. Административно су део крунски поседа Џерзи. Чине га острва Метрес Ил, Ле Мезон, и мања Ле Незан, Ле Фошор и Ла От Грун.
О острвима је пуно писао Виктор Иго у делу Деведесет трећа.